# جثوة (نبات)

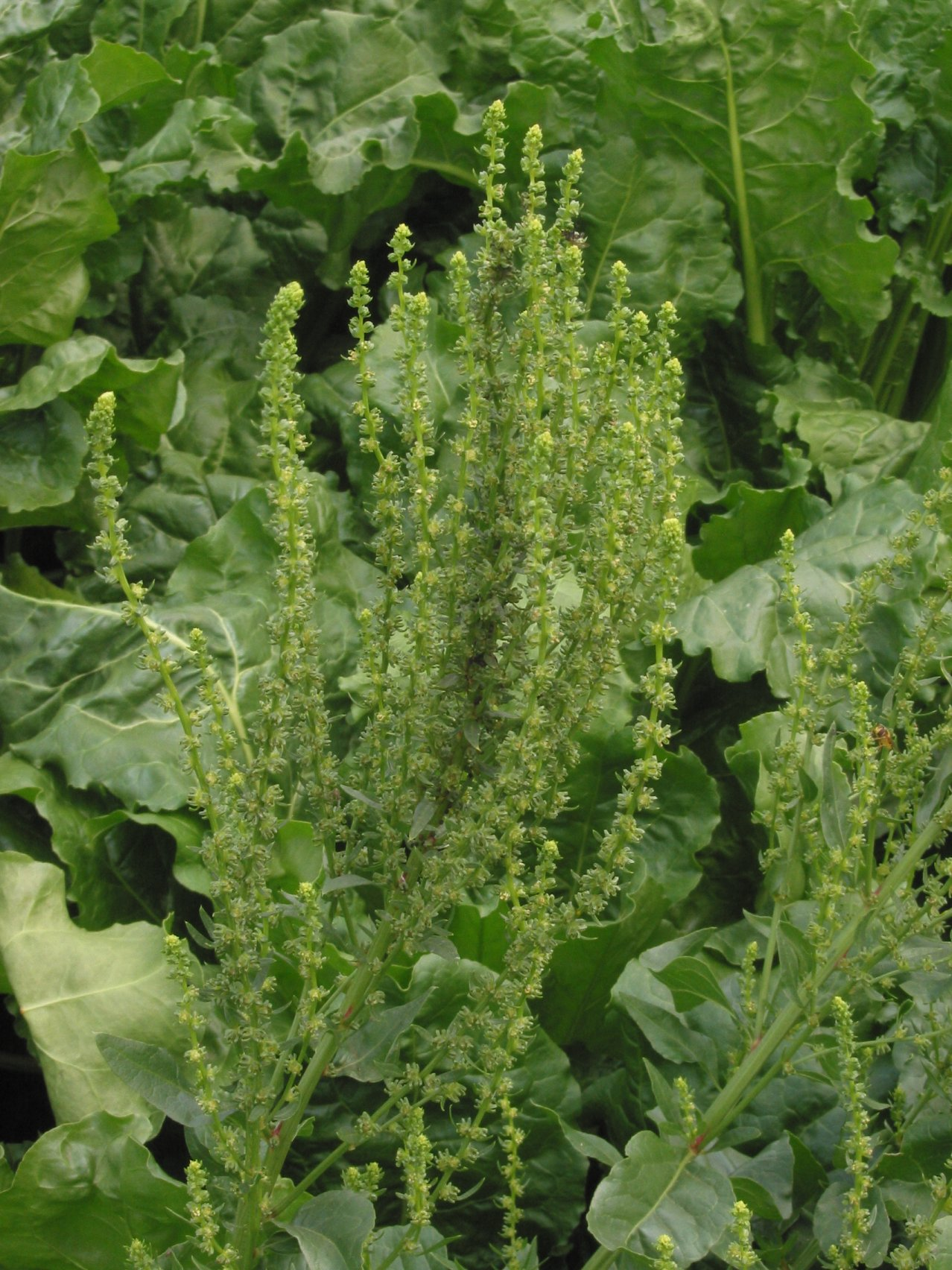
إزهرار جثوي التجميع

الجَثْوَة في علم النبات يصف إزهراراً لَبِدَ التجميع قصير المحور كما في الكشوث.
1. ↑  ميشال حايك (2001)، موسوعة النباتات الطبية (بالعربية والإنجليزية والفرنسية والألمانية واللاتينية) (ط. 3)، بيروت: مكتبة لبنان ناشرون، ص. 212، OCLC:956983042، QID:Q118724964
2. ↑  إدوار غالب، الموسوعة في العلوم الطبيعية (ط. الثانية)، دار المشرق، بيروت، ج. الأول، ص.353، يُقابله Glomerule